# Filip de Diversis
Filip de Diversis (Lucca, druga polovina 14. stoljeća – Dubrovnik, nakon 1452.), punim imenom Philippus De Diversis de Quartigianis, poznati pedadog i humanist koji je djelovao u Dubrovniku.
Godine 1434. Dubrovčani su ga (uz dobru plaću) primamili napustiti učiteljsko mjesto u Veneciji i doći u Dubrovnik za učitelja vlasteoske mladeži. Zbog svog temperamenta i čestog odlaženja u Veneciju dolazio je u sukobe s dubrovačkim vlastima, pa je 1441. i otpušten. Dubrovnik je napustio, vjerojatno, 1444. godine. Bio je oduševljen Dubrovnikom, njegovim ljepotama i životom u njemu, što ga je inspiriralo da napiše poznato djelo Opis slavnoga grada Dubrovnika u kojemu je ostavio dragocjena svjedočanstva o Dubrovniku u prvoj polovici 15. stoljeća. Rektor slovničke škole u Dubrovniku bio je cijelo desetljeće, od 1434. do 1444. Opisao je život Dubrovnika svoga doba, njegove zgrade, običaje, zanimanja stanovništva i na taj način dao prvi iscrpan prikaz toga grada i života njegovih ljudi, pod imenom Situs aedificiorum, politiae et laudabilium consuetudinum inclytae civitatis Ragusii ad ipsius senatum descriptio (1440., objavljeno 1882.). Promicao je humanizam i reformirao školstvo u Dubrovniku. Potkraj 1441. izabran je za učitelja u Lucci, ali je ostao u Veneciji i 1452. natjecao se za mjesto mletačkog kancelara u Koroni na Peloponezu. Kao službeni orator držao je svečane govore u Dubrovniku, npr. u povodu smrti kralja Žigmunda 20. siječnja 1438., u povodu izbora kralja Albrechta 26. veljače iste godine i nakon njegove smrti 7. prosinca 1439. godine. Između 1434. i 1440. zapisao je četiri riječi na autohtonome dubrovačkom dalmatskom jeziku (pen: kruh, teta: otac, chesa: kuća, fachir: činiti) izrijekom navodeći da je riječ o jeziku različitom od domaćega hrvatskog i od talijanskoga.
U djelu Opis slavnoga grada Dubrovnika pisao je o potrebi uvođenja ćirilice i slavenskog ureda u Dubrovniku.